# Pointe Rognosa
La pointe Rognosa ou pointe Rognosa de Sestrières (en italien : Punta Rognosa di Sestriere, littéralement « pointe galeuse ») est un sommet des Alpes cottiennes qui culmine à 3 280 mètres d'altitude.
Il est situé au sud-est de la ville de Sestrières le long de la ligne de partage entre le val Cluson et le val de Suse.